# 三星Galaxy Tab S 8.4
三星Galaxy Tab S 8.4是一個8.4英寸、Android為基礎的平板電腦，生產和銷售都是三星電子。
它屬於Samsung Galaxy Tab和Samsung Galaxy S系列之間的高端產品，其中還包括10.5寸機型，三星Galaxy Tab S 10.5。它於2014年6月12日發布，隨後於2014年7月2日發售。他有純Wi-F版本，和Wi-Fi、4G版本。這是三星的第二款8.4英寸平板電腦，此產品的競爭對手是LG G Pad 8.3和iPad Mini 2。

## 歷史
Galaxy Tab S 8.4於2014年6月12日公佈。它與Galaxy Tab S 10.5一起在紐約三星Galaxy Premier 2014 的時候公布。

## 特色
Galaxy Tab S 8.4與Android 4.4.2 Kitkat一起發布。三星已經通過TouchWiz Nature UX 3.0軟件定制了界面。
除了標準的Google應用套件之外，它還有三星應用，如ChatON，S Suggest，S Voice，S Translator，S Planner，WatchON，Smart Stay，Multi-Window，Group Play，All Share Play，Samsung Magazine，Professional pack，多重使用者模式，SideSync 3.0。
Galaxy Tab S 8.4有僅有WiFi和4G / LTE版。
存儲空間從16 GB到32 GB，實際容量取決於型號，microSDXC卡插槽可擴展到128GB。它具有8.4英寸的QHD Super AMOLED（16:10）螢幕，解析度為2560x1600，像素密度為359 ppi。
它還具有2.1 MP前置攝像頭，沒有閃光燈和帶有LED閃光燈的後置8.0 MP 自對對焦攝像頭。它還具有錄製HD影片的能力。

## 外部連結
- 官方網站（页面存档备份，存于）